# Anyang Jung Kwan Jang Red Boosters
Gli Anyang Jung Kwan Jang Red Boosters sono una società professionistica di pallacanestro sudcoreana con sede a Anyang che partecipa alla Korean Basketball League (KBL), il massimo livello del campionato coreano. Fondati nel 1997 come Anyang SBS Stars, nel 2005 cambiarono nome in Anyang KT&G Kites e assunsero i colori attuali in seguito all'acquisto da parte dell'azienda Korea Tobacco & Ginseng Corporation. Dal 2010 è di proprietà della sussidiaria Korea Ginseng Corporation, diventando gli Anyang Korea Ginseng Corporation, poi abbreviato in Anyang KGC. 

## Palmarès
- Campionati sudcoreani: 4

2012, 2017, 2021, 2023